# Václav Němeček
Václav Němeček (Hradec Králové, 25 gennaio 1967) è un ex calciatore ceco, di ruolo centrocampista, già nazionale cecoslovacco.

## Carriera

### Club
Dopo aver iniziato nelle giovanili dello Spartak Hradec Králové, a 18 anni passò allo Sparta Praga. Nel 1992 fu acquistato dai francesi del Tolosa, squadra di Division 1.
Dopo 60 partite giocate, si trasferì nel 1995 in Svizzera al Servette e nel 1997 ritornò in Repubblica Ceca allo Slavia Praga.
Terminò la carriera nel 1999 con i cinesi del Dalian Wanda.

### Nazionale
Giocò sia con la Cecoslovacchia che con la Rep. Ceca. Con la Cecoslovacchia debuttò il 27 aprile 1988 in un'amichevole contro l'Unione Sovietica e partecipò al campionato del mondo 1990. Nel 1992 fu, per poco tempo, capitano della Nazionale.
Con la Repubblica Ceca collezionò 20 presenze e andò a segno in un'occasione. Partecipò al campionato d'Europa 1996.

## Palmarès

### Club
- Campionato cecoslovacco: 5

Sparta Praga: 1986-1987, 1987-1988, 1988-1989, 1989-1990, 1990-1991
- Coppa della Cecoslovacchia: 2

Sparta Praga: 1987-1988, 1991-1992
- Coppa della Repubblica Ceca: 1

Sparta Praga: 1995-1996
- Campionato ceco: 1

Sparta Praga: 1996-1997

### Individuale
- Miglior talento cecoslovacco dell'anno: 1

1986